# Ługi (województwo pomorskie)
Ługi (kaszb. Łëdżi lub też Łudżi, Lugwiza, niem. Luggewiese) – wieś w Polsce, w województwie pomorskim, w powiecie lęborskim, w gminie Nowa Wieś Lęborska.
Miejscowość leży przy drodze krajowej nr 6.
Do 2023 miejscowość była przysiółkiem wsi Lubowidz.
W latach 1975–1998 przysiółek administracyjnie należał do województwa słupskiego.